# NGC 4371
NGC 4371 (również PGC 40442 lub UGC 7493) – galaktyka soczewkowata (SB(r)0+), znajdująca się w gwiazdozbiorze Panny. Odkrył ją William Herschel 15 marca 1784 roku.